# Regillus

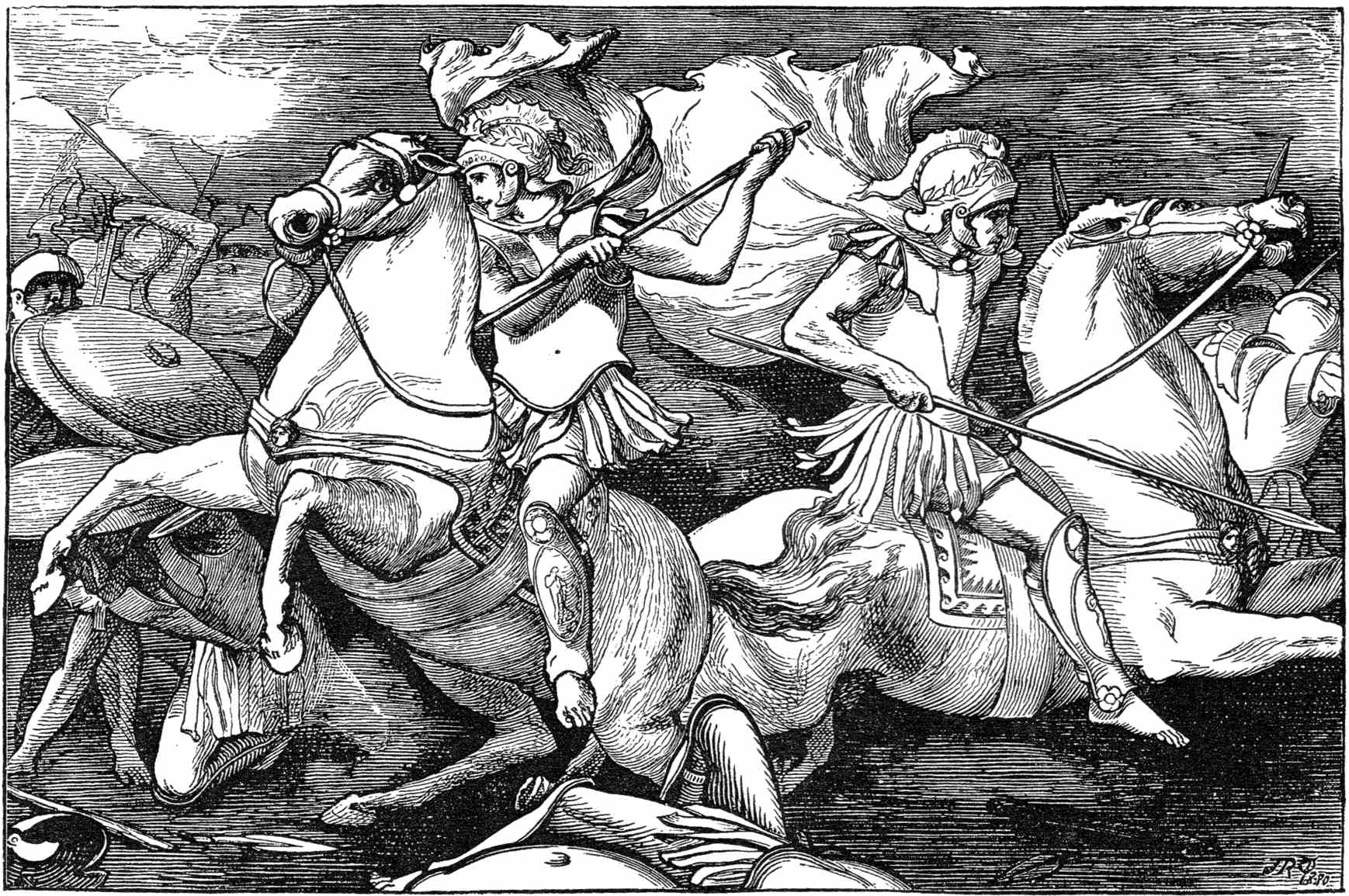
Etsningen av John Reinhard Weguelin (1849-1927) visar Castor och Pollux under slaget vid Regillius.

Regillus är en forntida liten sjö i Latium, öster om Rom, nedanför Tusculum. Som sjöns plats har uppgetts en nu uttorkad kratersjö, numera kallad Pantano secco. 
Vid Regillus stod enligt fornsägnerna, 496 f.Kr., eller något annat närliggande år, en drabbning mellan romarna och latinerna, vilka senare under anförande av Octavius Mamilius från Tusculum sökte på tronen återuppsätta dennes svärfar, den fördrivne romerske konungen Tarquinius Superbus. Berättelsen om slaget är sammanvävd med myt och saga, vilket framgår bl.a. av den gängse sägen, att två himmelska ynglingar på vita hästar - dioskurerna - skulle ha kämpat i romarnas led och sedan i Rom förkunnat slagets utgång.
Slaget vid Regillus gav upphov till traktatet Foedus Cassianum, som under låg tid reglerade förhållandena mellan folkgrupperna romare och latinare, och indirekt skapade förutsättningar för romarrikets vidare expansion.